# Contea di Zhuolu
La contea di Zhuolu (涿鹿县S, Zhuōlù XiànP) è una contea della Cina, situata nella provincia di Hebei e amministrata dalla prefettura di Zhangjiakou.